# Гијс ван Хал
Гијсберт Гијс ван Хал (хол. Gijsbert Gijs van Hall; Амстердам, 21. април 1904 — Амстердам, 22. мај 1977) је био холандски банкар и политичар, градоначелник Амстердама од 1957. до 1967. године. Његов брат Валравен ван Хал је такође био банкар, а током окупације Холандије у Другом светском рату и припадник покрета отпора. Њих двојица су осмислила највећу банкарску превару у холандској историји и тако, уз знање холандске владе која се налазила у емиграцији у Лондону, омогућили финансирање покрета отпора.
Након рата је отпочео политичку каријеру као члан Радничке партије и био градоначелник Амстердама од 1957. до 1967. године.